# Phyllachora javanica
Phyllachora javanica är en svampart som först beskrevs av Koord., och fick sitt nu gällande namn av Franz Petrak 1931. Phyllachora javanica ingår i släktet Phyllachora och familjen Phyllachoraceae.   Inga underarter finns listade i Catalogue of Life.